# 马里奥·普里莫拉茨
马里奥·普里莫拉茨（1961年11月3日—），波斯尼亚和黑塞哥维那男子篮球运动员。他曾代表南斯拉夫参加1989年国际篮联欧洲锦标赛，获得金牌。